# Vallörtssläktet
Vallörtssläktet (Symphytum) är ett släkte i familjen strävbladiga växter, med cirka 20 arter från Europa och Asien. Flera arter odlas som trädgårdsväxter i Sverige.
Släktet består av fleråriga örter. Stjälkarna är upprätta, ofta höga och grova, styvt borsthåriga eller kroktaggiga och ibland vingkantade. Bladen är vanligen spetsigt äggrunda, skaftade eller oskaftade. Blommorna kommer i ensidiga knippen. Fodret är femflikigt. Kronan är cylindrisk eller smalt trattlik och har en kronpip med triangulära fjäll i mynningen. Brämmet har fem korta flikar. Ståndarna är liklånga och inslutna i pipen. Stiftet är ensamt med ett utskjutande märke. Delfrukterna är egentligen nötter med köttiga bihang.
Släktnamnet Symphytum är härlett ur grekiskans "växa ihop" syftar på användningen som läkeväxt vid frakturer. Det svenska namnet vallört kommer av valla, växa över och har samma syftning som det vetenskapliga namnet.

## Bildgalleri

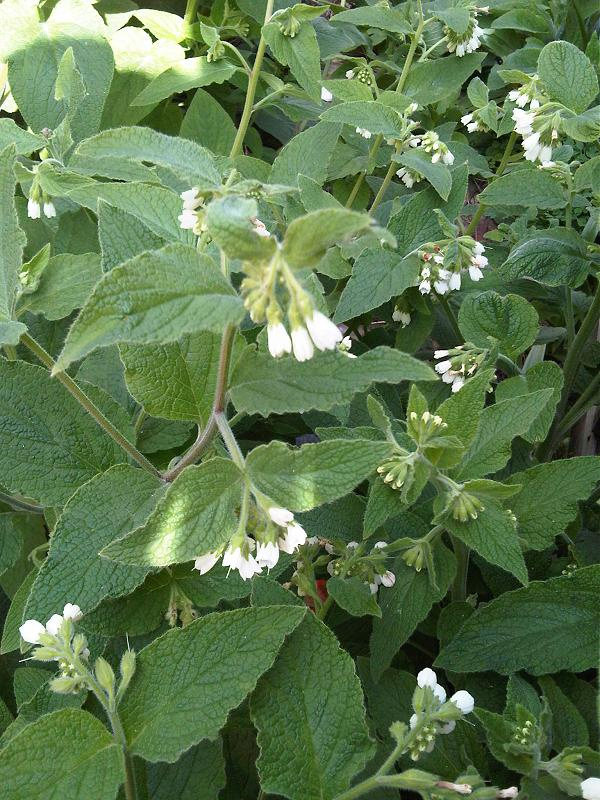
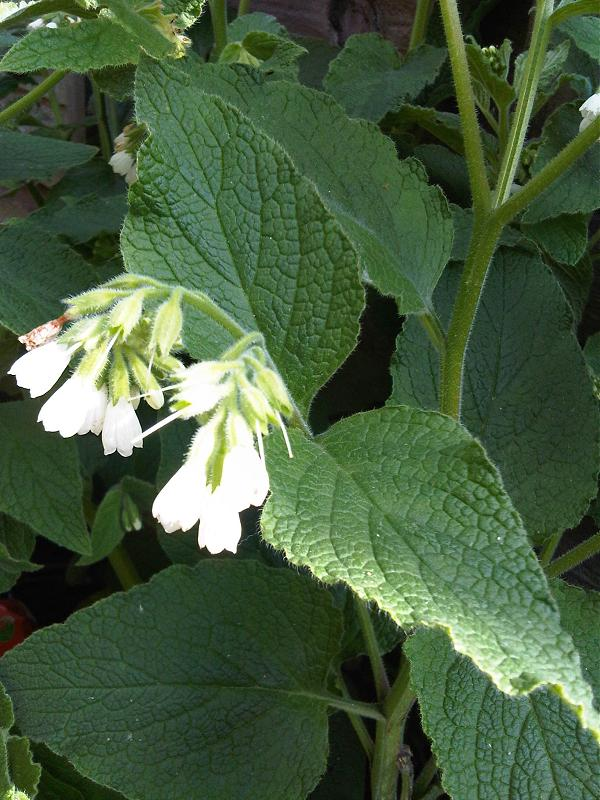
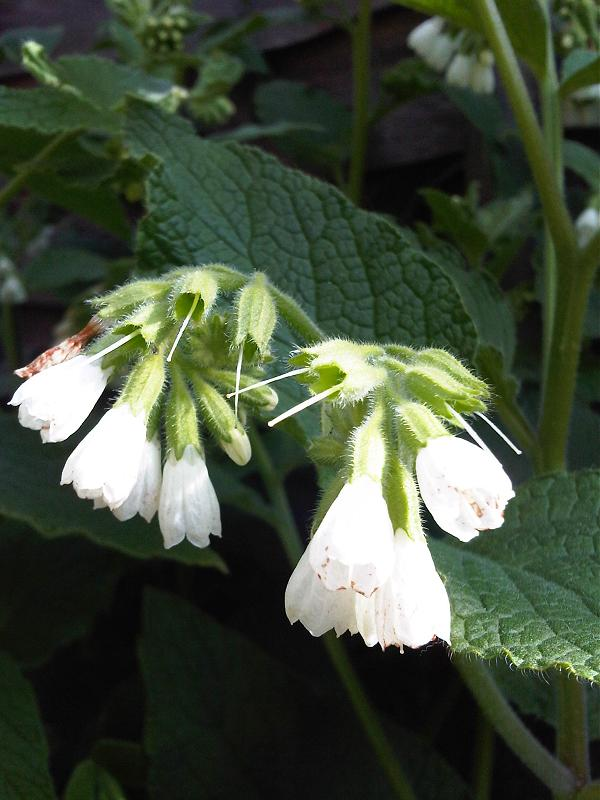
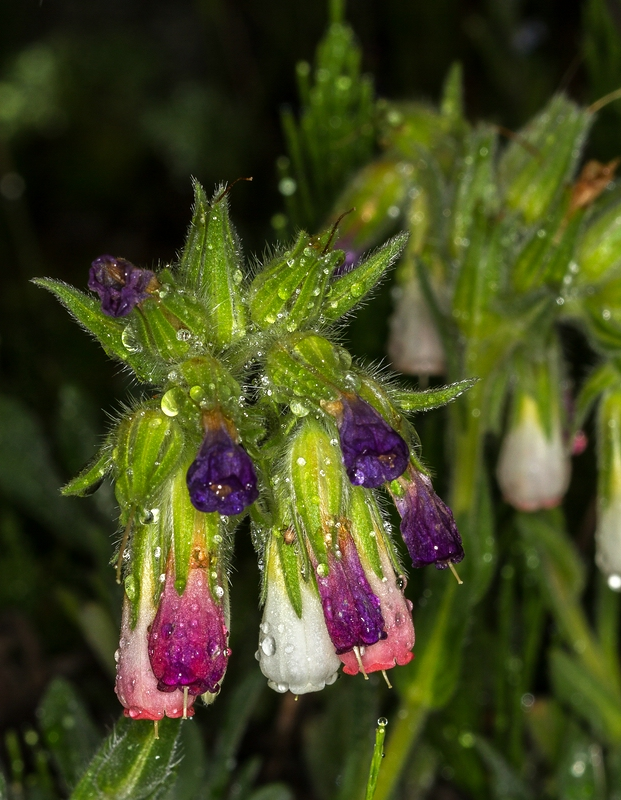
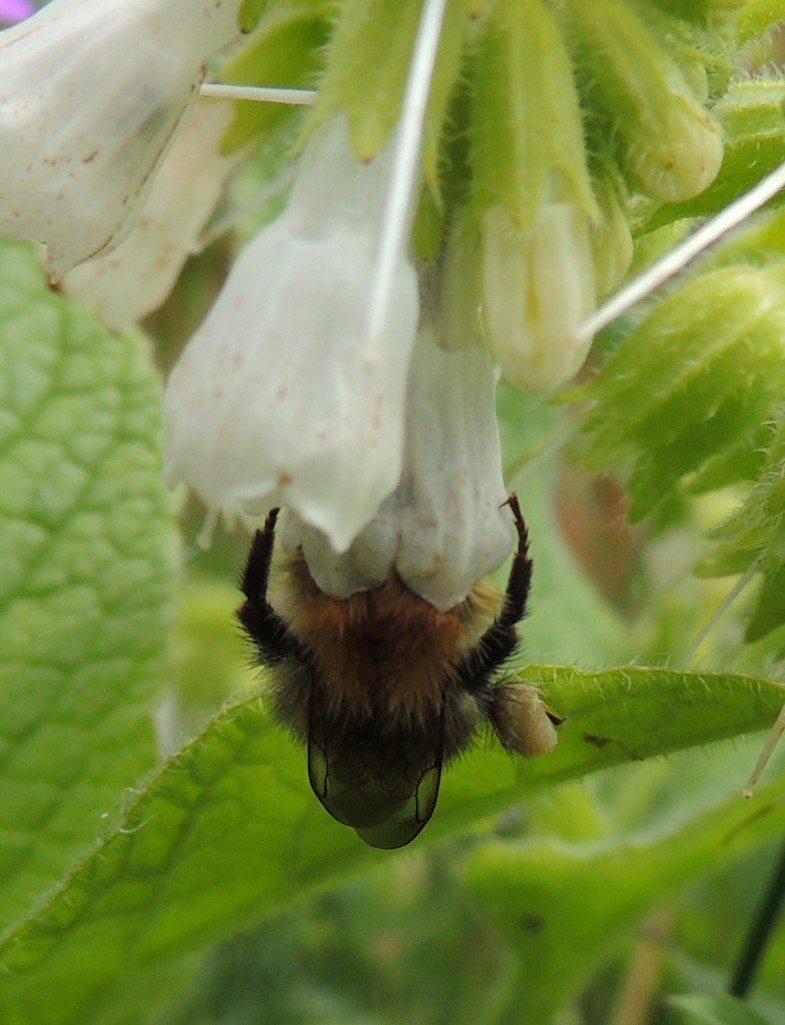
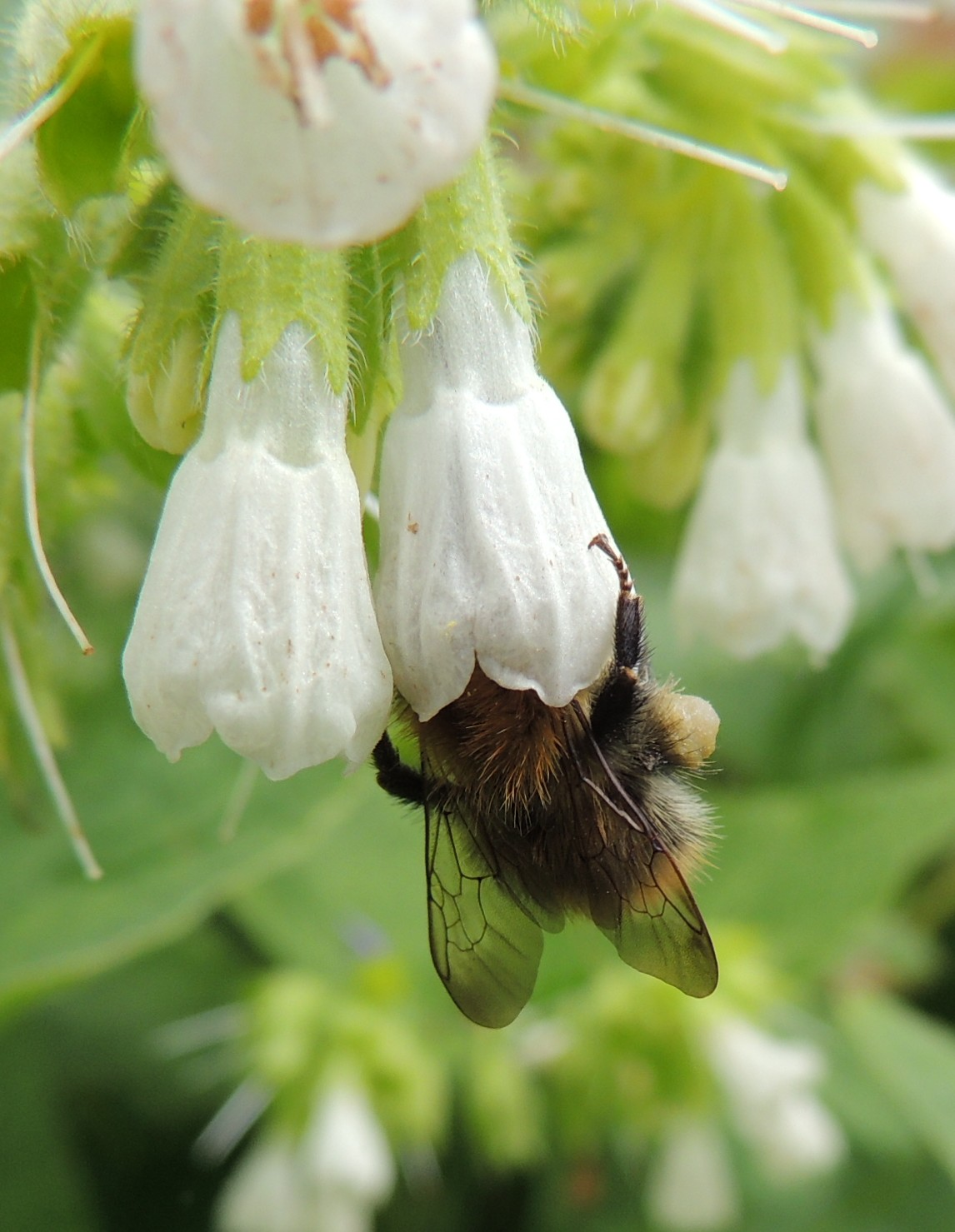

## Dottertaxa till Vallörtssläktet, i alfabetisk ordning[1]
- Symphytum aintabicum
- Symphytum anatolicum
- Symphytum armeniacum
- Symphytum asperum
- Symphytum bornmuelleri
- Symphytum brachycalyx
- Symphytum bulbosum
- Symphytum carpaticum
- Symphytum caucasicum
- Symphytum circinale
- Symphytum cordatum
- Symphytum creticum
- Symphytum davisii
- Symphytum euboicum
- Symphytum grandiflorum
- Symphytum gussonei
- Symphytum hajastanum
- Symphytum hyerense
- Symphytum incarnatum
- Symphytum insulare
- Symphytum kurdicum
- Symphytum longisetum
- Symphytum microcalyx
- Symphytum mosquense
- Symphytum officinale
- Symphytum orientale
- Symphytum ottomanum
- Symphytum podcumicum
- Symphytum popovii
- Symphytum pseudobulbosum
- Symphytum runemarkii
- Symphytum savvalense
- Symphytum sylvaticum
- Symphytum tanaicense
- Symphytum tauricum
- Symphytum tuberosum
- Symphytum uplandicum